# كنغرلو (سلماس)
كنغرلو هي قرية في مقاطعة سلماس، إيران. عدد سكان هذه القرية هو 1,247 نسمة في سنة 2006.